# أسطورة كورا (الموسم 1)
الكتاب الأول: الهواء هو الموسم الأول من مسلسل الرسوم المتحركة الأمريكي أسطورة كورا من تأليف مايكل دانتي ديمارتينو و‌براين كونيزكو. يتكون الموسم من 12 حلقة (تُسمى «فصول»)، وكان في البداية مسلسلاً قصيرًا ولكنه توسع ليحتوي 4 مواسم («كتب») و52 حلقة («فصول»). عُرض الموسم الأول ابتداءً من 14 أبريل 2012 وحتى 23 يونيو 2012 على قناة نكلوديون في الولايات المتحدة، وابتدء عرضه خارج الولايات المتحدة في يونيو 2012.
يحكي الموسم عن كورا الفتاة التي تبلغ من العمر 17 عامًا والتي تنحدر من قبيلة الماء الجنوبية، وخليفة الأفاتار آنغ من المسلسل السابق أفاتار: آخر مسخر هواء، وهي تسافر إلى مدينة الجمهورية لتتعلم تسخير الهواء وتواجه مجموعة ثورية مناهضة للتسخير - وتسمى «المساوُون» - ويقودها رجل مقنع يدعى آمون.

## البث
قبل عرض الموسم على التلفاز، أُعلن أن الحلقتين الأولتين من الموسم ستُعرضان على الإنترنت إن تخطت «أمة كورا» - منصة شبكة اجتماعية على الإنترنت للمسلسل - 100,000 إعجاب ومشاركة. تحقق الهدف وأُصدرت الحلقتان في 24 مارس على موقع مملوك لفياكوم. وقد استمرتا على الموقع طوال فترة العطلة.
عُرض الموسم الأول على نكلوديون ونكلوديون إتش دي ابتداءً من 14 أبريل 2012 وحتى 23 يونيو 2012. الحلقات كانت متاحة لسكان الولايات المتحدة للمشاهدة عبر الإنترنت على موقع القناة وللشراء عبر خدمات التحميل. أعادت قناة نيكتونز بث الموسم الأول مع بضع دقائق من التعليق من صانعي المسلسل أثناء الفواصل الإعلانية، وبدأ من 9 يوليو 2012 حتى 20 يوليو 2012 باسم كورا: صناعة أسطورة.

## الحبكة
يقدم الموسم كورا الأفاتار الحالي والتي أتقنت كل عناصر التسخير عدا الهواء. تهرب كورا إلى مدينة الجمهورية ليدربها تنزن الابن الأصغر للأفاتار السابق آنغ. في تلك المدينة، تصطدم كورا بقائدة الشرطة لِن بيفونغ - ابنة تاف بيفونغ - بعدما حاولت كورا مجابهة عصابات محلية. وبعد استشكاف كورا للمدينة، تكون صداقة مع الشقيقين ماكو و‌بولن وتنضم لفريقهما المحترف في فنون التسخير الذي يسمى «القوارض النارية». تدعم هذا الفريق أسامي ساتو - ابنة أحد رجال الصناعة الأغنياء - ومعًا يكونون «فريق الأفاتار» الجديد. بعد مغامرات كورا في المدينة، تصطدم بمجموعة متمردين يدعون «المساوون» بقيادة آمون ويهدفون إلى محاربة التسخير.

## الحلقات
| ر. الإجمالي | ر. في الموسم | العنوان                                            | تحريك      | المخرج                         | الكاتب                               | تاريخ العرض الأصلي | تاريخ العرض العربي | رمز الإنتاج | عدد المشاهدات في الولايات المتحدة (بالمليون) |
| ----------- | ------------ | -------------------------------------------------- | ---------- | ------------------------------ | ------------------------------------ | ------------------ | ------------------ | ----------- | -------------------------------------------- |
| 1           | 1            | "Welcome to Republic City"                         | ستوديو مير | يواكيم دوس سانتوس وكي هيون ريو | مايكل دانتي ديمارتينو و‌براين كونيزكو | 14 أبريل 2012      | TBA                | 101         | 4.55                                         |
| 2           | 2            | «ورقة في مهب الريح» "A Leaf in the Wind"           | ستوديو مير | يواكيم دوس سانتوس وكي هيون ريو | مايكل دانتي ديمارتينو وبراين كونيزكو | 14 أبريل 2012      | TBA                | 102         | 4.55                                         |
| 3           | 3            | «الكشف» "The Revelation"                           | ستوديو مير | يواكيم دوس سانتوس وكي هيون ريو | مايكل دانتي ديمارتينو وبراين كونيزكو | 21 أبريل 2012      | TBA                | 103         | 3.55                                         |
| 4           | 4            | «صوت في الليل» "The Voice in the Night"            | ستوديو مير | يواكيم دوس سانتوس وكي هيون ريو | مايكل دانتي ديمارتينو وبراين كونيزكو | 28 أبريل 2012      | TBA                | 104         | 4.08                                         |
| 5           | 5            | «روح المنافسة» "The Spirit of Competition"         | ستوديو مير | يواكيم دوس سانتوس وكي هيون ريو | مايكل دانتي ديمارتينو وبراين كونيزكو | 5 مايو 2012        | TBA                | 105         | 3.78                                         |
| 6           | 6            | «والفائز هو...» "And the Winner Is..."             | ستوديو مير | يواكيم دوس سانتوس وكي هيون ريو | مايكل دانتي ديمارتينو وبراين كونيزكو | 12 مايو 2012       | TBA                | 106         | 3.88                                         |
| 7           | 7            | «الأعقاب» "The Aftermath"                          | ستوديو مير | يواكيم دوس سانتوس وكي هيون ريو | مايكل دانتي ديمارتينو وبراين كونيزكو | 19 مايو 2012       | TBA                | 107         | 3.45                                         |
| 8           | 8            | «عندما يلتقي النقيضان» "When Extremes Meet"        | ستوديو مير | يواكيم دوس سانتوس وكي هيون ريو | مايكل دانتي ديمارتينو وبراين كونيزكو | 2 يونيو 2012       | TBA                | 108         | 2.98                                         |
| 9           | 9            | «من الماضي» "Out of the Past"                      | ستوديو مير | يواكيم دوس سانتوس وكي هيون ريو | مايكل دانتي ديمارتينو وبراين كونيزكو | 9 يونيو 2012       | TBA                | 109         | 3.58                                         |
| 10          | 10           | «تحويل المد والجزر» "Turning the Tides"            | ستوديو مير | يواكيم دوس سانتوس وكي هيون ريو | مايكل دانتي ديمارتينو وبراين كونيزكو | 16 يونيو 2012      | TBA                | 110         | 3.54                                         |
| 11          | 11           | «هياكل عظمية في الخزانة» "Skeletons in the Closet" | ستوديو مير | يواكيم دوس سانتوس وكي هيون ريو | مايكل دانتي ديمارتينو وبراين كونيزكو | 23 يونيو 2012      | TBA                | 111         | 3.68                                         |
| 12          | 12           | «نهاية اللعبة» "Endgame"                           | ستوديو مير | يواكيم دوس سانتوس وكي هيون ريو | مايكل دانتي ديمارتينو وبراين كونيزكو | 23 يونيو 2012      | TBA                | 112         | 3.68                                         |

## وسائط أخرى

### الموسيقى التصويرية

#### قائمة المقطوعات
كل الألحان من تأليف جيريمي زوكرمان.
| #   | عنوان                                                             | المدة |
| --- | ----------------------------------------------------------------- | ----- |
| 1.  | "المقدمة"                                                         | 1:18  |
| 2.  | "الهواء ضيق" (مع فرقة أنجل سيتي ديكسي لاند وكريس تديسكو)          | 2:54  |
| 3.  | "في صندوق"                                                        | 1:37  |
| 4.  | "جريمة مستحيلة"                                                   | 2:10  |
| 5.  | "التحلي بالصبر / تضحية بيفونغ"                                    | 4:19  |
| 6.  | "عشاء أسامي وماكو"                                                | 1:10  |
| 7.  | "على الضرب"                                                       | 1:19  |
| 8.  | "الرقص على السداسيات" (مع فرقة أنجل سيتي ديكسي لاند وكريس تديسكو) | 2:39  |
| 9.  | "الأيام الخوالي"                                                  | 1:40  |
| 10. | "سابقًا"                                                           | 7:37  |
| 11. | "هواء منعش"                                                       | 1:05  |
| 12. | "كورا تواجه تارلوك"                                               | 2:59  |
| 13. | "القصاصات الحادة" (مع فرقة أنجل سيتي ديكسي لاند وكريس تديسكو)     | 1:43  |
| 14. | "آمون"                                                            | 3:02  |
| 15. | "مانعو التشي"                                                     | 2:18  |
| 16. | "مكان هادئ"                                                       | 2:03  |
| 17. | "تركت قلبي في مدينة الجمهورية"                                    | 2:40  |
| 18. | "تمرين تسخير النار"                                               | 1:15  |
| 19. | "عجلات"                                                           | 2:47  |
| 20. | "مدينة الجمهورية تتعرض لهجوم"                                     | 4:02  |
| 21. | "مسلوق... خائف (طرق منفصلة)"                                      | 1:20  |
| 22. | "الحرب"                                                           | 2:04  |
| 23. | "أسامي وهيروشي / كورا تسخر الهواء"                                | 4:24  |
| 24. | "أعظم فرصة"                                                       | 5:15  |
| 25. | "شارة نهاية أسطورة كورا"                                          | 0:30  |
| 26. | "شارة بداية أسطورة كورا"                                          | 0:28  |

## وصلات خارجية
- الموقع الرسمي